# Gara rudohnědá
Gara rudohnědá (Garra rufa) je druh malých sladkovodních ryb.
Pochází z oblastí Blízkého východu – vyskytuje se v říčních pánvích Jordánu, Ásí, Eufratu a Tigridu a v některých pobřežních řekách severního Turecka a severní Sýrie. V těchto oblastech žije v řekách, jezerech, malých rybníčcích a malých bahnitých potocích. Pohybuje se u dna, schovává se pod a mezi kameny a mezi rostlinami, kde se živí drobnými rostlinami a živočichy přichycenými ke kamenům.
Jejím charakteristickým znakem je načervenalá barva ocasní ploutve. Může dorůst maximální délky 14 cm.

## Význam pro člověka
Gara rudohnědá je známá zejména díky svému výskytu v oblasti města Kangal. Tyto ryby zde žijí ve 35 °C teplé vodě termálních pramenů, které jsou chudé na potravu. Gary ze zdejší populace se naučily okusovat (resp. „oždibovat“, protože tyto ryby nemají zuby) kůži zdejších návštěvníků lázní, což přináší prospěch oběma stranám – gary mají dostatek potravy a návštěvníkům lázní pomáhají odstraňovat problémy vzniklé onemocněním např. lupénkou či atopickým ekzémem. Tohoto jejich návyku využívají podnikatelé na celém světě, kteří nabízejí tzv. „rybí pedikúru“, při které si zákazníci máchají nohy v nádržích s rybkami a ty jim okusují ztvrdlou či odumřelou kůži z nohou.

## Kontroverze
Z důvodu popularity „rybí pedikúry“ a ohrožení gary rudohnědé nadměrným výlovem je v Turecku vývoz této ryby trestným činem.
Není jasné, zda může způsobovat přenos nemocí mezi zákazníky, kteří podstoupili odstraňování kůže pomocí ryb gara. Některé státy v USA kvůli hygienickým problémům „rybí pedikúru“ zakázaly.
Není jasné, zda sliny ryb skutečně obsahují léčivou látku.

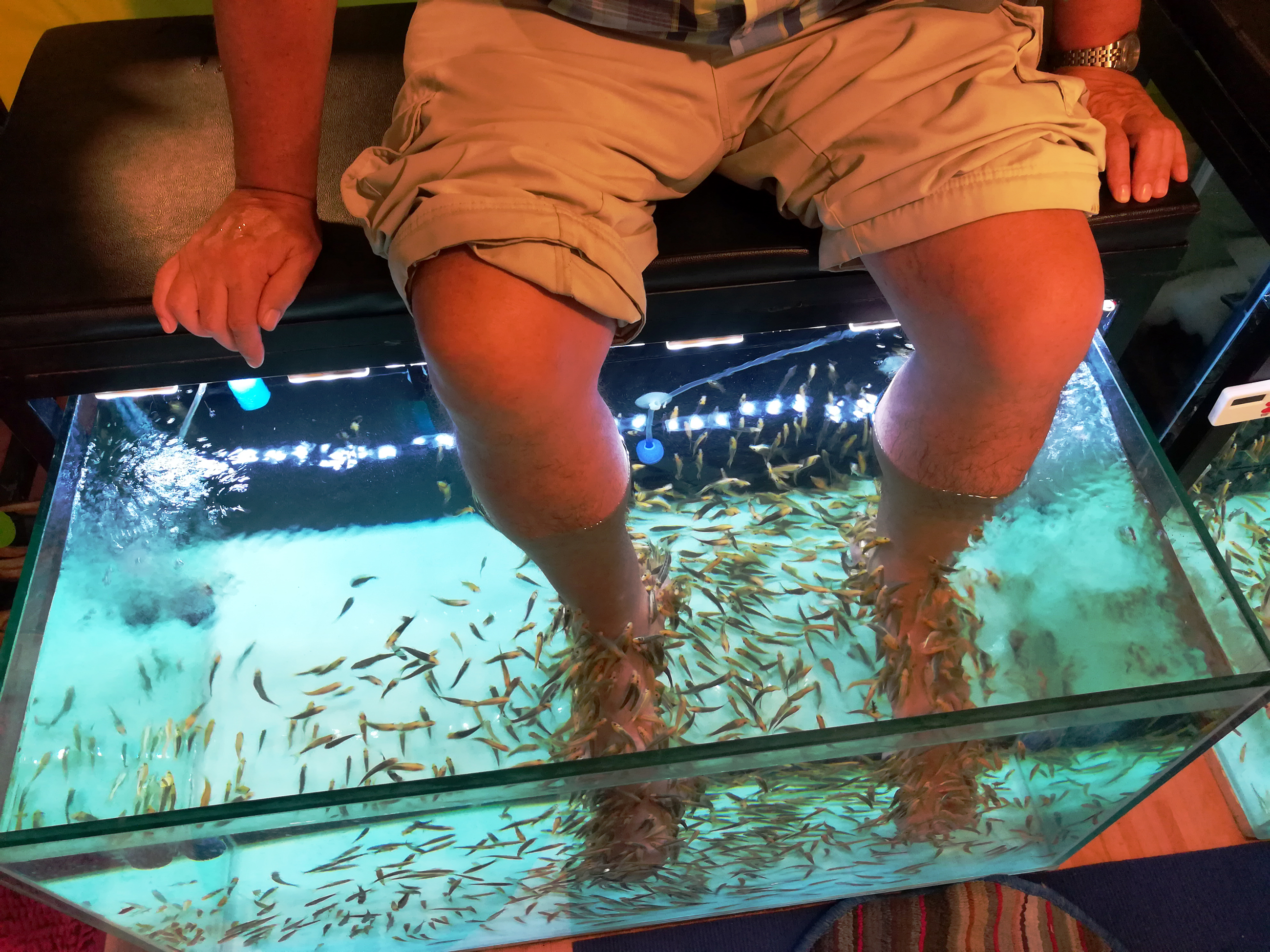
Rybí pedikúra v Thajsku